# Thénardite
La thénardite est l'espèce minérale cristalline sulfate de sodium anhydre, de formule Na2SO4, dont la maille élémentaire appartient au système cristallin orthorhombique. Ce minéral abondant peut se former en cristaux de 20 cm. Ses beaux cristaux incolores ou blancs sont prismatiques, souvent en bipyramides rhombiques, et avec des macles fréquentes, parfois en tablettes mais la plupart des cristaux observables, agencés en tablettes, sont très petits et inesthétiques, formant des encroûtements pulvérulents ou des amas granulaires.
Caractéristique le plus souvent des milieux d'évaporites, par exemple des anciens lac salés des milieux désertiques ou semi-arides, la thénardite forme une roche massive et fragile, de densité 2,67 et dévoilant ses cristaux de couleur terreuse, grisâtre, souvent à reflets jaunâtres, brunâtres, rougeâtres. La roche, par sa teneur ou ses traces de sel gemme ou halite, a un goût faiblement salé. 	

## Inventeur et étymologie
Décrite en 1826 par le minéralogiste espagnol José Luis Casaseca (es)qui l'a dédié au chimiste français Louis Jacques Thénard (1777-1857).

## Topotype
- Lac salé d'Espartinas, Aranjuez, Madrid, Espagne.
- Les échantillons types sont déposés au Muséum national d'histoire naturelle de Paris N° 26.252

## Gitologie
Elle se rencontre le plus souvent sous forme massive dans les milieux de formations arides des évaporites, typiques des lacs salés en climat aride, associée à la mirabilite et au gypse, à la glaubérite et à l'epsomite, à la halite, au natron, aux divers borates. Elle est ainsi présente dans les régions arides du Pérou, du Chili, mais aussi de l'Asie continentale.
Elle provient aussi de la sublimation des fumerolles, formant des croûtes entourant autrefois le passage des fumerolles gazeuses, par exemple dans la région du Vésuve. Les dégagements de vapeurs volcaniques sont aussi une source. Elle est aussi présente dans les cavernes volcaniques de l’Etna (en Italie). Les passages de laves ou de leurs fluides de dégazage laissent parfois des enduits après refroidissement.
Comme formation secondaire, on la trouve aussi sous forme d’efflorescences ou de croûtes poussiéreuses dans les vieilles mines et les grottes sèches, qui contiennent des roches sulfatées. 

### Minéraux associés
- Blödite, epsomite, glaubérite, gypse, lyonsite, mirabilite, natron, halite, nitratine, ainsi que les borates.

## Cristallographie
- Paramètres de la maille conventionnelle : {\displaystyle a} = 9,75 Å, {\displaystyle b} = 12,29 Å, {\displaystyle c} = 5,85 Å ; Z = 8 ; V = 700,99 Å3
- Densité calculée = 2,69 g cm−3

## Cristallochimie et propriétés chimiques
Les blocs de thénardite tendent à absorber l'humidité ambiante pour se muer en mirabilite, Na2SO4·10H2O. Une couche blanche de sulfate de sodium hydraté apparaît dans tous les cas de présence d'humidité atmosphérique. À l'inverse, la thénardite provient de la déshydratation des dépôts de mirabilite, comme c'est le cas en mer Caspienne.
Soluble dans l'eau, la thénardite ou sulfate de sodium précipite d'abord en mirabilite, mais dès que la température dans les solutions sursaturées dépasse 32,5 °C, le précipité obtenu est de nouveau de la thénardite. 
Les échantillons, sensibles à l'air humide, doivent être conservés en milieu hermétique. La thénardite colore la flamme en jaune orange, caractéristique des ions sodium.
La thénardite se distingue, par exemple de l'epsomite, de la mirabilite ou du gypse, par ses propriétés chimiques propres et ses spectres d'absorption spécifiques ou de diffraction RX en poudre.

## Synonymie
- Pyrotechnite (Scacchi 1855)  [7]

## Gisements remarquables ou abondants
- Algérie

Bilna (Sahara algérien) pour ses gros cristaux associés à la glaubérite et au gypse.
- Canada

Carrière Francon, Montréal, Québec
- Chili

Salar de San Sebastian
Salar de Pintados, près de La Guaica, Tarapaca
Aguas Blancas, près de Copiapó, province d'Antofagasta 
- Chine

dépôt potassique du bassin “Q” dans la plaine du Jianghan, province du Hubei
- Égypte

lacs Natron, au nord-ouest du Caire
- France

Avion, Pas-de-Calais, Nord-Pas-de-Calais  (néoformation) 
fumerolles secondaires de Martinique (Antilles)
- Italie

Fumerolles du Vésuve
Contrée de l'Etna
- Namibie

Etosha Pan
- Pérou
- Russie et anciens pays d'URSS

thénardite associée à la mirabilite en lentilles dans les dépôts argileux et/ou sableux, de la région transcaspienne,
- USA

échantillons de collections renommés, lac Soda et lac Searles, Californie, USA
Camp Verde, comté de Yavapai, Arizona
cratère du Kilauea, Mauna Loa volcano, Hawaï

## Usages
- Industrie du verre :

La composition en pourcentage massique correspond à 43,70 % Na2O et 56,30 % SO3. Il existe parfois de faibles pourcentages de K2O qui s'expliquent par des impuretés mécaniques
- Industrie chimique : soude